# Església de Sant Medir
L'Església de Sant Medir és un temple de culte catòlic situat al carrer de la Constitució, 17 al barri de la Bordeta de Barcelona.

## Història
La parròquia va ser creada el 9 d'octubre de l'any 1945 per l'arquebisbe de Barcelona Gregorio Modrego, compartint culte amb la parròquia de Sant Isidre, al carrer de l'Aprestadora cantonada amb la Riera Blanca, a l'Hospitalet de Llobregat, amb mossèn Joan Bonet i Baltà com a rector, nomenat l'agost de 1946. Tots dues parròquies tenen la seu en una petita capella a la carretera de Santa Eulàlia, 42. El 1949, amb mossèn Amadeu Oller al capdavant –nomenat rector el novembre de 1948–, s'inaugurà una primera petita església provisional al carrer de la Constitució, 52, al costat de Can Batlló, en un espai cedit per la família Planas-Pahissa.
El dia 4 de setembre del 1960, essent ja rector (des del 1957) mossèn Josep Ma Vidal, l'arquebisbe Modrego va beneir i celebrar la primera missa en el nou i definitiu temple parroquial, al número 17 del mateix carrer, projectat per l'arquitecte Jordi Bonet i Armengol. A partir d'aquell moment, la parròquia va convertir-se en un pol dinamitzador polític i social de marcat caràcter progressista i catalanista, influent més enllà dels límits del barri de la Bordeta.
L'any 1957 es va inaugurar un conjunt d'edificis per a habitatges socials mitjançant una cooperativa impulsada per la mateixa parròquia.

### Activitat política
Des de la seva constitució i al llarg de la segona meitat del segle xx, Sant Medir ha estat un dels principals centres d'activitat social, política i cultural del barri. Va ser especialment als darrers anys de vida del franquisme que aquestes activitats van esdevenir més intenses, especialment les relacionades amb la política clandestina. Als seus locals s'hi reunien grups clandestins opositors del règim, s'hi imprimien fulls ciclostilats i s'hi amagaven perseguits polítics de totes les tendències.
El 20 de novembre del 1964, en una assemblea on hi van participar al voltant de 300 treballadors de sectors productius diferents, va néixer Comissions Obreres de Catalunya. Es tractava de la primera comissió d'aquest tarannà a Catalunya, tal com anunciava el full informatiu de la Comissió Obrera Central de Barcelona, el gener de 1965. Després d'aquella trobada, però, es van produir diverses detencions a partir dels testimonis policials que s'havien infiltrat a l'assemblea del 20 de novembre. Uns anys més tard, el 29 de febrer de 1976, es refundà la CNT al teatre parroquial de Sant Medir.
El 2005 es va produir una tancada d'immigrants als locals parroquials per protestar per la llei d'estrangeria. I aquell mateix any el veïnat de la Bordeta també va organitzar una tancada al temple per demanar que l'antic espai industrial del barri, Can Batlló, es destinés a zona verda i equipaments pel barri.
En l'actualitat més recent també s'ha destacat per haver acollit diversos actes a favor del dret a l'autodeterminació i va ser un dels centres de votació del referèndum del 9 de novembre de 2014.

## Activitat social
Actualment, la parròquia acull diverses entitats socials, com és el cas de la Colla Sant Medir, la Coral Sant Medir, la Colla Sardanista Joan Francesc Rubio, l'Aula Oberta de la Bordeta, el Grup de Solidaritat de Sant Medir, l'Esplai Sant Medir, Club de Bàsquet Proa-Sant Medir, la publicació Pedres Vivents, a més d'un teatre i l'arxiu parroquial. D'entre les diverses activitats d'àmbit cultural de la parròquia, destaca la concessió anual del Premi Amadeu Oller de poesia, per a poetes inèdits, des de l'any 1965 fins al present. D'uns anys ençà, s'ha instaurat al barri la Festa de Sant Medir, organitzada per la colla de la mateixa parròquia de Sant Medir, cosa que va permetre a la Bordeta disposar d'una festivitat pròpia diferenciada de la resta de barris propers i de la ja instituïda festa de Sant Medir de Gràcia, de 1828.

### Pastorets
El Quadre Escènic Sant Medir representa cada any per Nadal els Pastorets de Josep M. Folch i Torres a l'escenari del teatre de parroquial. El grup es va estrenar l'any 1950, justament amb l'escenificació d'aquesta obra tradicional, i des d'aleshores no ha deixat de representar-la anualment. En l'escenificació, hi ha prop de cinquanta persones involucrades, entre actors, actrius, direcció i tècnics.
El Quadre Escènic Sant Medir es creà només un mes després d'inaugurar-se les instal·lacions del Centre Parroquial, el 16 d'abril de 1950. En aquell moment, el centre es va situar al passatge de Toledo, a la part posterior de l'església parroquial del carrer de la Constitució. Arran de la inauguració de la nova església, l'any 1960 el centre es va traslladar a l'espai actual.